# David Dayen
David Dayen es un periodista y escritor estadounidense. Es el editor ejecutivo de The American Prospect.

## Primeros años y educación
Dayen creció en Filadelfia y sus alrededores. Su padre trabajaba en la industria textil y su madre era maestra de escuela y representante sindical. Dayen tuvo que cambiar de escuela varias veces cuando era niño, lo que despertó un interés temprano por la comedia y la escritura de chistes, ya que jugar al payaso le facilitó hacer nuevos amigos.
Se licenció en lengua inglesa en la Universidad de Míchigan, donde también contribuyó a una revista de humor. Dayen actuó como comediante hasta bien entrados los treinta. Aprendió a editar vídeos en NFL Films después de la universidad.

## Carrera
Dayen trabajó como productor y editor de televisión durante quince años, primero en Filadelfia, Chicago y San Francisco, y luego se mudó a Los Ángeles en 2002. Comenzó a escribir blogs sobre política en 2004 y se convirtió en una figura cada vez más destacada en el movimiento progresista Netroots.
Dayen ha colaborado en Salon.com y The Intercept, columnista semanal de The New Republic y The Fiscal Times y también ha escrito para The New York Times, Vice, Naked Capitalism, In These Times y otros medios. En 2019, se convirtió en editor ejecutivo de The American Prospect.

### Libros
En 2016, Dayen publicó Chain of Title: How Three Ordinary Americans Uncovered Wall Street’s Great Foreclosure Fraud. El libro detalla cómo Lisa Epstein, enfermera oncóloga, Michael Redman, gerente de ventas en un concesionario de automóviles, y Lynn Szymoniak, abogada de seguros, se unieron para revelar prácticas ilegales de ejecuciones hipotecarias en los grandes bancos. Frank Partnoy, reseñando el libro en The New York Times, dijo: «Dayen narra hábilmente una revelación lenta y añade algunas metáforas animadas. [...] Pero este libro es digno de mención por una razón más fundamental. [...] Los bancos aprovecharon el hecho de que nadie sabía quién era dueño de qué. Y su afán por tomar atajos impidió una idea que podría haber salvado a millones de estadounidenses de la ejecución hipotecaria».
En 2020, Dayen publicó Monopolized: Life in the Age of Corporate Power (2020), sobre la forma en que los monopolios definen la vida cotidiana, presentando ejemplos de diferentes industrias. Bryce Covert, reseñando el libro en The Nation, dijo: «Dayen muestra [que] los monopolios hacen que sea más difícil para los trabajadores ejercer el poder cuando hay cada vez menos empleadores entre los que elegir. Hacen que la economía sea menos dinámica e innovadora. Hacen que la sociedad sea menos igualitaria y, al acumular tantos recursos, pueden acumular poder para proteger esos recursos. [...] Como muestra convincentemente Dayen, los monopolios están tan entrelazados en nuestra economía y nuestras vidas que no hay forma de escapar de ellos». Kirkus Reviews calificó el libro como «Un llamado a las armas poderoso y necesario para fortalecer el movimiento antimonopolio y luchar contra un sistema cuyo objetivo es el control total».

## Premios y honores
- En 2021, Dayen ganó el Premio Hillman a la excelencia en periodismo de revistas.[12]

- Su libro Chain of Title es el ganador del Premio Studs e Ida Terkel.[13]

## Obras
- Chain of Title: How Three Ordinary Americans Uncovered Wall Street’s Great Foreclosure Fraud (2016)[8][14][15]
- Monopolized: Life in the Age of Corporate Power (2020)[11][16]